# هنری کریستف

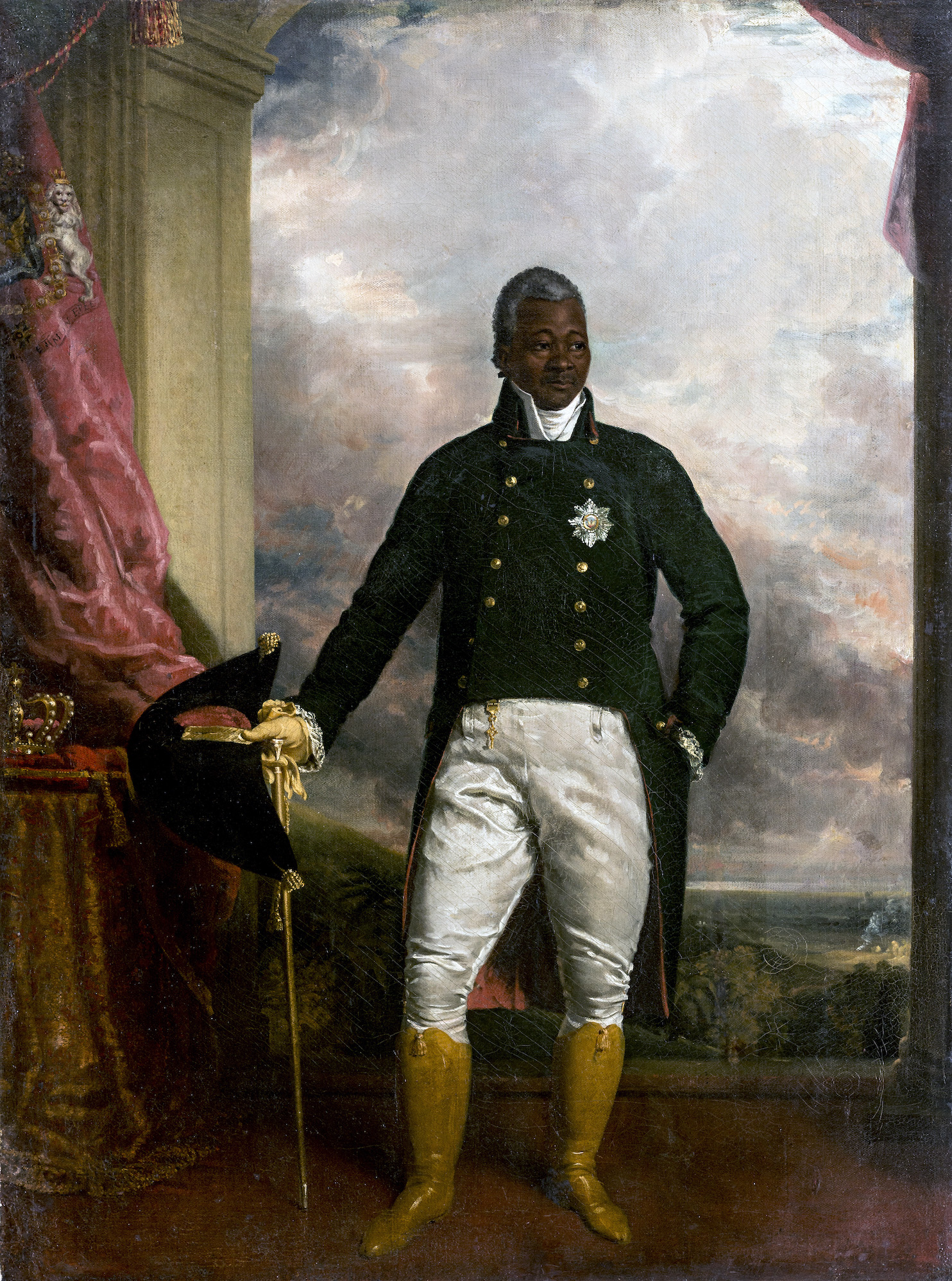
هانری کریستوف، تنها پادشاه تاریخ هائیتی

هانری کریستوف (تلفظ فرانسوی: [ɑ̃ʁi kʁistɔf]؛ ۶ اکتبر ۱۷۶۷ – ۸ اکتبر ۱۸۲۰) یکی از رهبران کلیدی انقلاب هائیتی و تنها پادشاه پادشاهی هائیتی بود.
کریستف یک برده سابق بود. با شروع قیام بردگان در سال ۱۷۹۱، او در صفوف ارتش انقلابی هائیتی به قدرت رسید. انقلاب در سال ۱۸۰۴ موفق به کسب استقلال از فرانسه شد. در سال ۱۸۰۵ او به رهبری ژان-ژاک دسالین در تسخیر سانتو دومینگو (جمهوری دومینیکن کنونی)، علیه نیروهای فرانسوی که مستعمره را از اسپانیا در معاهده بازل به دست آوردند، شرکت کرد.